# فن حركي

## الفن البصريوالفن الحركي
وهما تياران في الفنون التشكيلية ضمن الفن الحديث تم تعريفهما بالأوب آرت Op Art (اختصارا لما عرف بالفن البصري) والفن الحركي، ثم عرف الفن الحركي باسم (L’art cinétique) والذي كان قد مارسه جزئيا أو مهد له عدد من فناني الأوب آرت.
وللبحث في هذه الأعمال الفنية الحركية التي ظهر فيها تعاون لعدد من الفنون السبعة، لابد من تقسيمها إلى أصناف مختلفة؛ وسنعتمد هنا على تصنيف «فرانك بوبر» الوارد في مقال عن الفن البصري والفن الحركي للناقد «ادوارد لوسي سميث»: [ لقد أثارت هذه المحاولات منذ بدايتها، إلى حد ما، اهتمام نقاد أذكياء وواسعي الاطلاع، مما جعل مرحلة الحداثة تلك، حداثة ما بعد الحرب، موضوعا لعدد لا بأس به من التحليلات الثاقبة. ربما كان كتاب “فرانك بوبر” الشهير من أفضل ما ألف حول هذا الموضوع، (أصول وتطورات الفن الحركي- لندن 1968- نشر لأول مرة في فرنسا عام 1967)، أضف إلى ذلك أني استخدم هنا نهج بوبر في التصنيف.
قسم بوبر هذا النمط من الفن سته أصناف. سمى الأول «تحريضات بصرية تجريدية» أي الأعمال التي تثير عند المشاهد رد فعل نفسي- فيزيولوجي باستعمال الفنان رسوما ذات تأثيرات متموجة تثير العين وتحيرها. والحق أن أعمالا على هذا المنوال هي وحدها التي يمكن تصنيفها بالأعمال البصرية الخالصة. يلي ذلك الأعمال التي تتطلب، بطريقة أو بأخرى، تدخل المشاهد، إذ عليه وحده أن ينتقل في المكان لينشطها، وتأتي في المقام الثالث الآلات الحقيقية بالإضافة إلى “المتحركات” تلك الأشياء التي لا تدور بفعل الآلة ولكنها تتحرك أو تدور من تلقاء ذاتها. أما الصنفان الأخيران لبوبر فإنهما يحتويان الأعمال التي أدخلت الضوء والحركة والأعمال الأكثر تجهيزا تلك التي صيغت لتكون مشهدا أو محيطا أكثر من كونها أشياء مستقلة.]

## أصناف الفن الحركي
1. تحريضات بصرية: مثل أعمال «تداسكي» والتي تعتمد على خداع البصر الناتج عن تداخل الأشكال الهندسية والتي توحي بالحركة.
2. الأعمال التي تتطلب تدخل المشاهد: مثل أعمال «فيكتور فازاريللي»، الذي قدم تجارب عديدة كالرسم على طبقات من ورق السلوفان (ورق شفاف عازل) أو على البليكسكلاس (زجاج الوقاية) ووضعها على مسافات متفاوتة فيما بينها بشكل يغير تأثيرها مع انتقال المشاهد من مكان لآخر؛ أو أعمال “ج.ر.سوتو” الذي علق شبكات معدنية (من أسلاك حديد أو غيرها) أمام خلفية مخططة (لوحة: اهتزازية)، ويتغير انطباع هذه اللوحة وتأثيرها كلما تحرك المشاهد.
3. الآلات الحقيقية: التي دخل في إنتاجها الفني أجهزة أو ما سمي بالسبرانية la cybernétique: مثل أعمال الفنان البلجيكي “بول بوري” الذي قدم أعمالا تعتبر نظير الإنسان الآلي؛ وآلات “جان تانغلي” القادرة على الرسم والتصوير بأسلوب تعبيري تجريدي؛ ومنحوتات “تاكيس” التي يستخدم فيها المغناطيس وتأثير المغناطيس الكهربائي عليه؛ ويكتب «أدوارد لوسي سميث» عنهم [ بما أن منحوتات (تاكيس) تعتمد على الطاقة أكثر من اعتمادها على المادة، فإنها تفتقد للطابع الشكلي ولا تلبث الآلة بعد انفصالها عن التيار أن تفقد كل شيء للحضور الذي تمتلكه أثناء نشاطها، وبناء على ذلك فإنها تقف ونتاج كل من بوري أو تانغلي على طرفي نقيض.. وغالبا ما يكون للأصوات، من جهة أخرى، أهمية المشهد نفسه الذي تقدمه الآلة أثناء عملها. ][2] يبدو لنا من خلال ما سبق ظهور بوادر لدخول (الصوت/الموسيقى) في العمل الفني بالإضافة إلى الحركة والفنون التشكيلية؛ كذلك لدينا بعض الأعمال الأخرى كعمل “غابو” «المنحوتة الحركية» وهي عبارة عن قضيب فولاذي متصل بمحرك كهربائي عند قاعدته يجعله في حركة متناغمة؛ كذلك آلة “ارشيبنكو” التي تولد انطباعا بالحركة شبيهة بالعرض السينمائي البطيء؛ كذلك أعمال “مرسيل دوشان” مثل “الدوران نصف- الكروي” و“الصفائح الزجاجية الدورانية” المرتبطة بمحرك كهربائي يعطيها حركة دورانية؛ وكذلك الفنان الأميركي “الكسندر كالدر” الذي أضاف إلى منحوتاته التجريدية محركات تبعث فيها الحركة.Mobile rouge متحرك احمر، Alexander Calderالكسندر كالدر، 1956. 
رقائق من المعدن وطلاء. متحف مونتريال للفنون الجميلة.

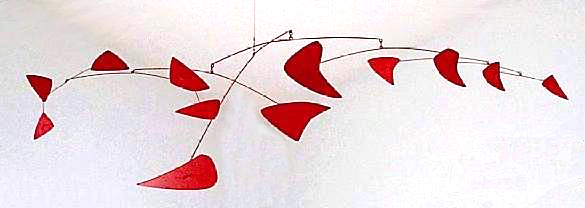
Mobile rouge متحرك احمر، Alexander Calderالكسندر كالدر، 1956.
رقائق من المعدن وطلاء. متحف مونتريال للفنون الجميلة.

4. المتحركات mobiles : مثل أعمال «كالدر» ك”السيرك المصغر” بأشخاصه المصنوعة من الخشب والأسلاك الحديدية، والذي أعتبر لاحقا رائد المتحركات، وقد عرض “كالدر” أول متحركاته في عام 1932؛ كذلك أعمال النحات الألماني “غونتر هيز” التي صنعها بأسلاك حديدية لتقدم تشكيلات بحجوم مصغرة تتألف بشكل عام من إطار مرن وغير ثابت، ويحتوي على العديد من العناصر المتذبذبة؛ وكذلك قدم الفنان «آغام» أعمالا تهتز عناصرها المثبتة بواسطة النوابض عند أي احتكاك فتتولد عنه كل أشكال الخداع البصري.
5. أعمال الضوء والحركة: أو ما سمي ب”الضو- حركية” luminocinétique، حيث قام “توماس ويلفرد Wilfred” بتجارب (ضو- حركية) فيما سمي بالفن الضوئي art lumina؛ وأطلق “فرانك مالينا” على أعماله اسم «الصور الضوئية المتحركة /images lumineuses mobiles» حيث يستعين بمصادر ضوئية يصنعها في علبة خشبية مزودة بمرآة عاكسة ولوح من الزجاج الصناعي يتحرك آليا، ويغلق العلبة بلوح زجاج غير مصقول ليسقط عليه الضوء، فيتكون تلاعب في الأشكال والألوان متبدل دوما؛ عدد من الفنانين الأمريكين لجأوا في أعمالهم الحركية إلى استخدام غازات نادرة كالنيون وبخار الزئبق والأرغون؛ كما شهدت الحركية اختبارات مماثلة لخلق بيئات ضوئية مبرمجة مع “جماعة تقصي الفن البصري” في باريس، وجماعتي «ت/T» و«ان/N» في إيطاليا (الأولى في ميلانو، الثانية في بادو)، وجماعة «زيرو/ Zero» في ألمانيا، و«الحركة/ Dvizjenije» في الإتحاد السوفياتي السابق؛ كذلك استخدام الفنان البريطاني «بيتر سيدلي» لوحاته الأولى الدائرية الشكل بداية لتجاربه الجديدة التي أضاءها بمصافي ملونة، وحركها بواسطة محرك دوار، وطورها حتى أوصلها إلى ذروة نجاحها في عام 1969 من خلال إنجازه لوسط حركي لألعاب ضوئية مبرمجة داخل قبة ما؛ ولكن أهم الاكتشافات الألكترونية والسبرانية (أعمال فنية عن طريق الآلة) لم تدخل في العمل الفني على نطاق واسع إلا مع الفنان الهنغاري «نيكولاس شوفر/ N.Schoffer» والذي استقر في فرنسا، فقد مهد «شوفر» الطريق للخلق الفني بواسطة جهاز ضوئي موجه téléluminiscops، وهو أداة تنشر أشكالا تتابعا بصريا ملونا ذا نتوء ومظاهر حركية تختلف في أحجامها على الشاشة تقابل الوقع الصوتي الصادر عن الموسيقى المرافقة، كذلك فقد أنجز «شوفر» سنة 1956 تماثل آلي "Cysp 1" يتحرك في كل الإتجاهات عن طريق محرك يراقبه عقل إلكتروني موضوعان داخل قاعدة التمثال، ثم أضاف إليه «شوفر» محركات صغيرة تدير صفائحه الست عشرة الملونة، وأجهزة يمكنها التقاط وتسجيل كل المتغيرات الضوئية والصوتية المؤثرة على حركة التمثال، فتزداد حركته مع اللون الأزرق وتهدأ مع الأحمر، ويتحرك مع السكون ويهدأ مع الضجيج، أو يتحرك في الظلمة ويهدأ في الضوء الساطع… كما أنجز «شوفر» منذ عام 1959 منحوتات دعاها ب«المكانية الدينامية» و«الضوئية- الدينامية» فيها قطع متحركة في المعدن تشترك في الأضواء المنعكسة على سطحها فتنتشر من خلال أوراق من البلاستيك الملون، وقد تصطحبها الموسيقى أحيانا.
6. الأعمال التي صيغت لتكون مشهدا أو محيطا: منذ سنة 1961 برزت تيارات وتطلعات داخل الفن الحركي تسعى إلى إدخاله في الحياة الاجتماعية في مجال الدينامية التشكيلية للعمارة وتخطيط المدن، حيث أنجز «شوفر» سنة 1961 البرج «الفظا- دينامي spatiodynamique» والمشهد المرافق له في منتزه «بوفري دي لييج» في مدينة «لييج» في بلجيكا، وهو عبارة عن عامود يصل ارتفاعه إلى (52) متر، ويتألف من جسور وصفائح- مرآة Plaque- miroirs بأشكال مختلفة تديرها محركات بسرعات متباينة، مرتبطة بنظام إلكتروني للإعلام والحركة، ويصفه «د.محمود أمهز»: [..يصدر حركات وتشكيلات وأصوات متبدلة دوما تبعا لما يصله من استعلامات بواسطة أجهزة خاصة، كمسجلات التقاط الأصوات، وخلايا تصوير كهربائية لتسجيل الضوء، والمصادر الحرارية. ثم إن التسجيل، على خمس أشرطة، لمقاطع موسيقية ومختلف أنواع الضوضاء المدينية، التي أعيد تأليفها، يعطي البرج قيما صوتية ترافق، في الليل، المشهد الملون المنعكس على الواجهة الزجاجية للبناء المقابل (قصر المؤتمرات) للبرج. وبفضل هذا النظام، يدخل البرج في حياة المدينة ويصبح رمزها الحي…][3]؛ ولمحاولة الإلمام بماهية تأثير هذه الأعمال المشهدية في حيات المدينة بشكل أوسع، واستمرار عملية تناسخها وتطويرها حتى في فترة مابعد الحداثة أو ما يسمى بالفن المعاصر، سنقدم ما كتبه «د. أسعد عرابي»: [ سنعثر في باريس- على سبيل المثال- على العديد من الصروح والنصب الإلكترونية، اخترت منها ثلاث بحرات تمثل الروح المستقبلية ومفاصل الحيوية الحداثية فيها: لا تقتصر أهمية “بحيرة سترافنسكي” (على اسم الموسيقي العالمي المجدد) وقوعها إلى جانب المجمع الثقافي المستقبلي «لمركز بومبيدو»، بل تتجاوز ذلك إلى ما تتمتع به من صخب دوراني حركي، تتحاور في مجونه أناس “تانغلي” الآلية السوداء، والأجساد البالونية للنحاتة «نيكي» ذات الأشكال الفاضحة (المتبرجة بألوان ساخرة)، تشيع المجموعة صرخات عبثية ميكانيكية، تتقيأ المياه عبر نوافير مبتذلة، تلتف حول البركة مقاهي الشباب في قلب باريس القديمة فتبدو البحرة مع «مركز بومبيدو» وكأنها مركبة فضائية هابطة في «حي الهال» المركزي. فإذا ما اتجهنا إلى الحي المستقبلي «الديفانس» الذي تمثل فيه نافذة «القوس الكبرى» إطلالة شمولية على الغد وعلى الوحدة الأوربية، وجدنا أن رمز هذا الحي ليس آبدة «النافذة الكبرى» وإنما بحيرتا الفيزيائي اليوناني «تاكيس» التي تبدأ «الديفانس» وتنتهي بهما. تتألف كل واحدة منهما من باقة أوركسترالية من القناديل الحلزونية الرخصة والسوداء (أشبه بهيئة الطواطم) مزروعة جميعها في الماء، ذات الأداءت والصيغ غير المتماثلة بسبب تعددية أشكال المصابيح وسطوحها الغائرة والنافرة، برمجت رؤوس المصابيح عن طريق الكمبيوتر بحيث تومض أشعتها وفق تزامن لوني معقد قريب من التوزيع الموسيقي الذي يضمن بصيرورة نوتاته عدم التكرار، تخفق أشعة “لايزر” ليل نهار فتشاهد من أبعد نقطة في المدينة عابرة وهج الشمس لأن حزم أشعة “لايزر” أشد تماسكا وكثافة من الأشعة الشمسية. وكان «آغام» قد صمم قبل ذلك في عام 1976 بحرته المصبوغة بمساحات الرقش الإسلامي وكأنها سجادة أرضية من السيراميك تسبح فوقها المياه ثم يميل شلالها باتجاه «الأوتوروت»، وبعد منافسة بركتي «تاكيس» أضاف عليها برنامجا معقدا معلوماتيا يضبط حركة صف النوافير الراقصة (شدة تدفقها وصيغته) وذلك بما يتناغم مع الموسيقى الكلاسيكية التي تصرح أمسية كل أربعاء، فيزحف الذواقة من شتى أنحاء باريس يحتلون مقاعدهم في الهواء الطلق ويستسلموا لرذاذ ومكبرات موسيقى «ماهلر» و«موزارت» و«برليوز» وغيرهم، قد يستخدم أحيانا إسقاطات لصور «الهولوغرافي» (Holographie) المصنوعة بدورها من أشعة “لايزر” سواء على الموج نفسه أم على نافذة القوس الكبرى العملاقة.][4]